# El bo, els dolents i Huckleberry Hound
El bo, els dolents i Huckleberry Hound (títol original en anglès, The Good, the Bad, and Huckleberry Hound) és un telefilm animat de western de 1988 produïda per Hanna-Barbera per a la sindicació com a part de la sèrie Hanna-Barbera Superstars 10. Ha estat doblada al català.
La pel·lícula parodia diverses pel·lícules de western (d'una manera semblant a Selles de muntar calentes) i el seu títol deriva d'El bo, el lleig i el dolent. Huckleberry és referit constantment com un "estrany misteriós, d'ulls d'acer i de tipus silenciós" (tot i que Huck només està sent ell mateix), falsificant el personatge prototípic de western de l'Home sense nom. Diversos altres punts argumentals parteixen de coneguts westerns, com Sol davant el perill i High Plains Drifter. L'escenari de la pel·lícula és l'any 1849 a Califòrnia, durant la febre de l'or de Califòrnia.
Aquesta pel·lícula és l'última vegada que Daws Butler posa veu a Huckleberry Hound, Quick Draw McGraw i Baba Looey, l'os Yogi, Snagglepuss, Hokey Wolf i Peter Potamus, ja que va morir un parell de setmanes després de la seva emissió per un atac de cor.
Aquesta és l'única pel·lícula de la sèrie Superstars 10 on Huckleberry és el personatge principal, amb Dinky Dalton de Laff-A-Lympics.